# 特拉维斯·卡兰尼克
特拉维斯·科德尔·卡兰尼克（英語：Travis Cordell Kalanick，1976年8月6日—），美国程序员和企业家，他是對等網路檔案分享Red Swoosh和交通网络公司优步的联合创始人。

## 生平

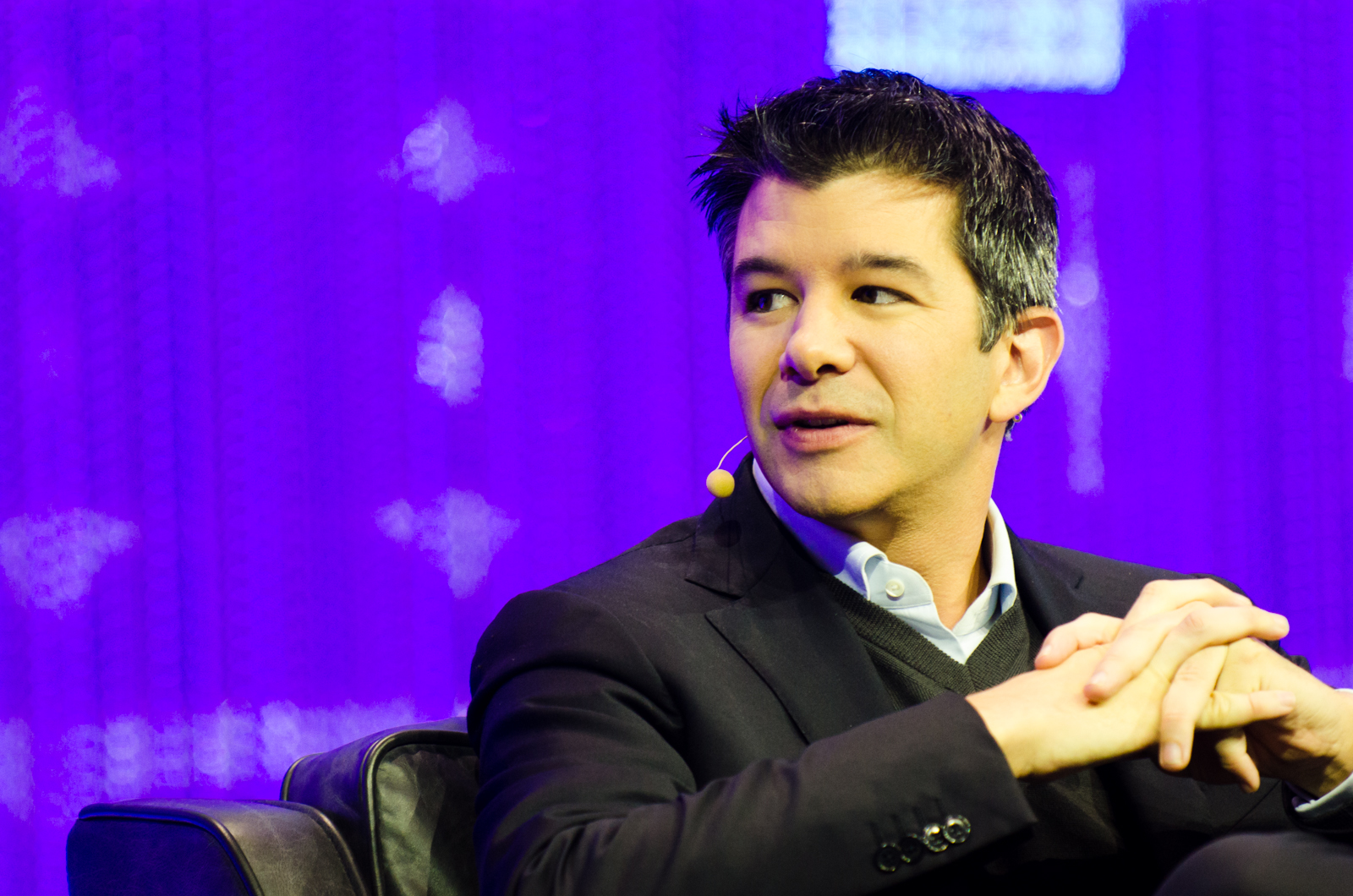
2013年12月，大会上演讲

1976年出生于美国洛杉矶，1998年肄业于加州大学洛杉矶分校 2001年成为對等網路檔案分享Red Swoosh联合创始人，2007年该公司被另一家美国网路Akamai以1900万美元价格收购。2009年伙同格瑞特·坎普，共同成为交通网络公司优步的联合创始人。
2014年他成为当年《福布斯》杂志400名最富有美国人中名列190位，估值达到63亿美元。 路透社报道，他是一个比较不顾及别人感受的老板。
2017年5月末，卡兰尼克的父母卷入了一起船隻事故，其父亲在此次事故中身受重傷，而其母身亡。2017年6月21日，基于众多投资人的压力，特拉维斯·卡兰尼克宣布不再担任优步首席执行官，但仍保留董事会成员位置。
2018年，卡兰尼克在Neom的顾问委员会中任职。
2019年12月31日起，卡兰尼克退出Uber的董事會，而此前數周他已拋售了自己持有的價值25亿美元Uber股票。

## 家族
卡蘭尼克的母親邦妮·霍羅威茨·卡蘭尼克（Travis Cordell Kalanick）在《洛杉磯日報》擔任廣告企劃；父親唐納·愛德華·卡蘭尼克（Bonnie Horowitz Kalanick）為洛杉磯當地的土木工程師，自幼在天主教家庭中長大。祖父母為麥可·安德魯·「麥克」· 卡蘭尼克（Donald Edward Kalanick）及瑪麗·澤洛克（Mary Zeyock）。卡蘭尼克具有斯洛伐克及奧地利血統，在其曾祖父母那代移民至美國生活。
卡蘭尼克有兩位同父異母的姊姊，其中一位為美國演員爱丽森·阿什莉·阿姆的母親，另外還一名身為消防員的弟弟柯里（Cory）。